# Maia (estrela)
Coordenadas:  03h 45m 49.607s, +24° 22′ 03.895″
Maia é a terceira estrela mais brilhante nas Plêiades, é uma gigante azul de classe espectral B7III.